# パーチェム・イン・テリス

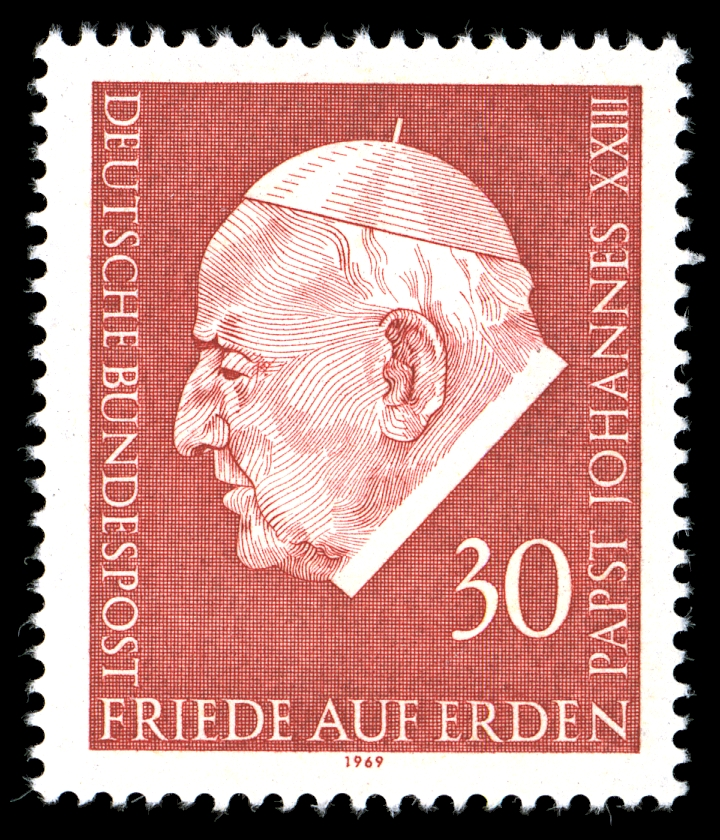
1969年のドイツ連邦共和国切手

パーチェム・イン・テリス (Pacem in Terris, 地上の平和) とは、ローマ教皇ヨハネ23世によって、1963年4月11日に発せられた回勅である。発布の2ヶ月後にヨハネ23世はガンで死去したため、彼によって書かれた最後の回勅となった。また、これは、カトリック信者のみならず、「すべての善意の人びと」に宛てて教皇が発した初の回勅であり、人間個人が有する生存、尊厳、自由、教育といった権利を列挙するとともに、核兵器や軍拡競争を終わらせるための取組みについて言及している。

## 概要
本回勅において、ヨハネ23世は、当時の冷戦只中における政治情勢に対して反応している。この「平和の回勅」は、ベルリンの壁建設から2年後、そしてキューバ危機からほんの数箇月後というタイミングで発表された。ヨハネ23世は、この回勅の中で、紛争は「武力に訴えることによってではなく、対話によって解決されるべきである」と説き、さらに、キリスト教徒的な人間理解の本質的帰結として、人権を尊重することの重要性について強調した。彼は、次のように明言している。「すべての人間は、生きる権利を持っている。肉体的に尊厳を保つ権利、人としてふさわしい形での成長を遂げるために必要な手段を有する権利を持っている…」
本回勅は、以下の4つの節に分けられる。
- 第1節は、個人と人類の間の関係について、人権と道徳的義務の問題も含めて説いている。
- 第2節は、人と国家との間の関係について説いた上で、後に出てくる集合的な権力について述べている。
- 第3節は、国家間における平等の必要性と、個人が遵守すべきとされている権利義務の規律に国家も同様に従うことの必要性について説いている。
- 最終節は、国家間の関係を強化し、結果として国家の集合が他の国家を助けていくような関係を構築することの必要性について表明している。非キリスト教徒、非カトリック教徒を政治的・社会的な側面で支援するようにとのカトリック信者に対する呼びかけで本回勅は締めくくられる。

## タイトル
本回勅の日本語の題名は、「パーチェム・イン・テリス――地上の平和」である。「パーチェム・イン・テリス」は、以下の本回勅冒頭の数語に由来する（インキピット。教皇が出す文書には、慣例としてこのような題名が付される）。
Pacem in terris, quam homines universi cupidissime quovis tempore appetiverunt, condi confirmarique non posse constat, nisi ordine, quem Deus constituit, sancte servato.
地上の平和－すべての人間があらゆる時代を超えて切望し続けてきたもの－それは、神が命じられたことを忠実に守ることによってのみ達成され得る。
本回勅を記念して、1964年に「パーチェム・イン・テリス賞」がダベンポート教区ローマ・カトリック教会により設立された。現在は「クアッド・シティズ・パーチェム・イン・テリス連盟」が授与を行なっている。

## 日本語出版物
- 教皇ヨハネ23世『回章「パーチェム・イン・テリス」 : 地上の平和』　岳野慶作 訳、中央出版社、1968年
- 教皇ヨハネ23世『回勅 パーチェム・イン・テリス――地上の平和』マイケル・シーゲル 訳、日本カトリック司教協議会社会司教委員会 監修、ペトロ文庫 ; 022、カトリック中央協議会、2013年7月、ISBN 978-4-87750-176-1